# Clientèle captive
Pour la notion d'économie, voir marché captif.
Clientèle captive ou Marché captif (titre original : Captive Market) est une nouvelle de Philip K. Dick, parue en 1955 dans If.

## Résumé
Edna Berthelson, une commerçante âgée utilise sa capacité à voir le futur pour exploiter un marché de nature assez spéciale : un groupe de survivants coincé dans un monde post-apocalyptique et cherchant à construire une fusée pour se rendre sur Vénus.